# Хаирова, Ксения Леонидовна
Ксе́ния Леони́довна Хаи́рова (в девичестве — Талы́зина; род. 29 марта 1969, Москва, СССР) — советская и российская актриса театра и кино.

## Биография
Ксения Хаирова родилась 29 марта 1969 года в Москве в семье актрисы Валентины Талызиной (1935—2025) и художника Леонида Непомнящего (1939—2023). Брак её родителей был недолговечным, совместная жизнь не сложилась, и вскоре после рождения дочери они расстались. В детстве и юности Хаирова носила фамилию матери. Училась в школе с углублённым изучением иностранных языков.
В дошкольном возрасте снималась в эпизодической роли в фильме «Афоня» (в титрах не указана).
В 1990 году окончила ГИТИС. В этом же году дебютировала в кино, сыграв небольшую роль в фильме «Николай Вавилов».
С 1993 года — актриса Центрального академического театра Российской армии.

## Личная жизнь
Хаирова четырежды выходила замуж. В 1999 году у неё родилась дочь Анастасия, которая тоже стала актрисой.

## Избранная фильмография
- 1975 — Афоня — воображаемая дочка главного героя (в его грёзах о жизни с любимой женщиной)
- 1990 — Николай Вавилов
- 1992 — Наш американский Боря — Аня
- 1997 — На заре туманной юности — Анна
- 2005 — Счастье ты моё — императрица Александра Фёдоровна
- 2006 — Аэропорт 2 — Светлана
- 2006 — Сыщики 5 — Татьяна Тоцильцина
- 2007 — Гонка за счастьем — Лариса Дронова
- 2007 — Дочки-матери — Наталья
- 2008 — Жизнь, которой не было — жена иностранца
- 2008 — Час Волкова-2 — Людмила Тихомирова
- 2009 — Город соблазнов — Ольга Бриллиант
- 2010 — Голоса — Марина Рябова
- 2010 — Дом образцового содержания — Ида Меклер
- 2010 — Любовь и золото
- 2010—2011, 2013 — Институт благородных девиц — начальница института Лидия Ивановна Соколова
- 2012 — Спасти босса — Маргарита Морозова
- 2012 — До смерти красива
- 2012 — Страна 03 — Ольга
- 2013 — Операция «Кукловод»
- 2013 — СашаТаня — Изольда Венедиктовна, психолог (13 серия)
- 2014 — Умельцы (телесериал) — Виктория Устьянцева, судья
- 2014 — Хорошие руки — Наталья Денисова
- 2014 — Другой майор Соколов (4-я серия) — Ирина Локтева, бизнес-леди
- 2014 — Московская борзая — Татьяна Кирилловна Макишева, психолог, кандидат наук
- 2015 — Выстрел
- 2019 — Гадалка — Галина Сергеевна Скобейда, врач
- 2020 — Капкан для монстра — Валентина Уварова

## Роли в театре
- «Солдат и Ева» — Ева
- «Орестея» — Электра
- «Шлюк и Яу» — Принцесса Зидзелиль
- «На бойком месте» — Аннушка
- «Любовь дона Перлимплина» — Белиса
- «Удивительный волшебник Страны Оз» — Дороти
- «Много шума из ничего» — Маргарита
- «Поздняя любовь» — Лебедкина
- «Странная миссис Сэвидж» — Лили-Бэлл
- «Одноклассники» — Анна Фаликова (Королева)
- «Вечно живые» — Монастырская
- «Волки и овцы» — Глафира
- «Похищение» — Надя
- «Русланова» — Лидия Русланова

## Награды
- медаль «За укрепление боевого содружества» (2014)